# Nouveaux Länder
- Centre des capitales
- Nouveaux Länder allemands
- Arc alpin
- Diagonale continentale
- Arc latin
- Méditerranée centrale
- Arc atlantique
- Régions de la mer du Nord
- Arc baltique

Les nouveaux Länder (die neuen Länder / die neuen Bundesländer) sont les cinq Länder rétablis de l'ancienne République démocratique allemande (RDA) qui se sont unifiés avec la République fédérale d'Allemagne (RFA) et ses dix "anciens Länder" lors de la réunification allemande le 3 octobre 1990. Ils correspondaient aux 14 districts de la République démocratique allemande.
Les nouveaux Länder, dissous par le gouvernement de la RDA en 1952 et rétablis en 1990, sont le Brandebourg, le Mecklembourg-Poméranie-Occidentale, la Saxe, la Saxe-Anhalt et la Thuringe. Le Land de Berlin, issu de la fusion entre Berlin-Est et Berlin-Ouest, n'est généralement pas considéré comme l'un des nouveaux Länder, bien que nombre de ses habitants soient d'anciens Allemands de l'Est et que beaucoup de ses quartiers se trouvent dans l'ancien Berlin-Est. Depuis la réunification, l'Allemagne compte 16 Länder.
Lors de l'adhésion de la RDA à la République fédérale d'Allemagne, les nouveaux Länder, plus Berlin-Est, comptaient environ 17 millions d'habitants. L'évolution démographique générale en Allemagne et l'émigration de plus de deux millions de personnes vers les anciens Länder ont réduit ce nombre à moins de 15 millions.
Depuis 1994, ces cinq Länder sont un espace décrit par la Commission européenne dans le rapport Coopération pour l’aménagement du territoire européen - Europe 2000 Plus. Il correspond au territoire de la République démocratique allemande après sa réintégration dans la fédération.
Le découpage adopté par la Commission dans ce rapport est une simple hypothèse de travail visant à faciliter les analyses et à mettre en évidence les dynamiques transnationales. La Commission ajoute, par ailleurs, que ce découpage ne vise pas à créer de « nouvelles super-régions européennes ».

## Économie
Après 1990, le chômage des nouveaux Länder a fortement augmenté et était en moyenne deux fois plus élevé que dans les Länder de l'ancienne Allemagne de l'Ouest. Une grande partie des industries des cinq Länder ont été liquidées ou privatisées et vendues après les années 1990 par la Treuhand, l’outil de la privatisation de l’économie de l’ex-RDA.
Entre 1991 et 2001, le produit intérieur brut réel a augmenté de 35 % et le produit intérieur brut réel par habitant de 43 % dans les cinq nouveaux Länder. De 2005 à 2018, le taux de chômage est passé de 18,7 % à 6,5 %, se rapprochant ainsi du niveau national.

## Politique

### Succès électoraux de la gauche radicale
Le comportement des électeurs est différent dans les nouveaux Länder et dans ceux de l'ancienne Allemagne de l'Ouest. Le parti politique Die Linke, descendant du Parti socialiste unifié d'Allemagne (SED), a obtenu des pourcentages en moyenne nettement plus élevés qu'à l'ouest aux élections municipales et régionales (Landtag). En revanche, la CDU, le SPD, les Verts ou le Parti libéral-démocrate (FDP) ont obtenus des résultats électoraux légèrement inférieurs à ceux des Länder de l'ouest.
Selon une enquête de 2009, 57 % de la population estimait que la République démocratique allemande (RDA) avait plus de bons côtés que de mauvais côtés ; 8% sont également d’accord avec l’affirmation selon laquelle les gens étaient « plus heureux » en RDA qu’aujourd’hui.
Aux élections régionales de 2009, Die Linke reste la deuxième force politique en Saxe et en Thuringe après la CDU, avec respectivement 20,6 % (-3) et 27,4 % (+1,3) des suffrages exprimés. Die Linke bat des records aux élections fédérales allemandes de 2009 avant de connaître un net recul électoral dès les élections régionales de 2012.

### Déclin deDie Linkeet percée de l'AfD
Depuis les années 2010, certains observateurs analysent la désindustrialisation massive et la brutalité de la privatisation de l'économie de l'ex-RDA par la Treuhand comme un facteur explicatif de la montée de l'extrême droite dans les nouveaux Länder issus de l'ex-RDA. Les nouveaux Länder de l'est de l'Allemagne ont été l'origine de nouveaux mouvements populistes d'extrême-droite tels que PEGIDA (Européens patriotes contre l’islamisation de l’Occident) à Dresde.
Depuis 2014, l'Alternative pour l'Allemagne (AfD) a pu faire son entrée dans l'ensemble des Landtag des nouveaux Länder issus de l'ex-RDA ainsi qu'à Berlin avec des résultats à deux chiffres.
La Thuringe, l'un des cinq nouveaux Länder issus de l'ex-RDA, reste gouvernée par Bodo Ramelow, chef de file de Die Linke, grâce à une coalition rouge-rouge-verte depuis 2014. Le libéral-démocrate Thomas Kemmerich fait un bref passage (28 jours) à la tête du Land grâce à un soutien des députés de l'AfD et de représentants de la CDU, provoquant un tollé dans la classe politique.

## Problématiques
La réunification allemande et l’entrée de ces Länder dans l'Union européenne ont représenté un défi dans l'aménagement du territoire. Trois grands problèmes avaient été soulevés :
- la remise en état de ces territoires pollués et dont le matériel industriel était archaïque (infrastructure obsolète et inadéquation de la gestion spatiale)[9].
- le choc provoqué par l’entrée dans une économie de marché[9].
- l'évolution politique de ces Länder, auparavant fermés, face à leur incorporation dans le marché unique proche des régions industrielles actives (tel que le centre des capitales)[9].

## Sources

## Compléments